# Pachygrapsus crassipes
Pachygrapsus crassipes är en kräftdjursart som beskrevs av J. W. Randall 1840. Pachygrapsus crassipes ingår i släktet Pachygrapsus och familjen ullhandskrabbor. Inga underarter finns listade i Catalogue of Life.

## Bildgalleri

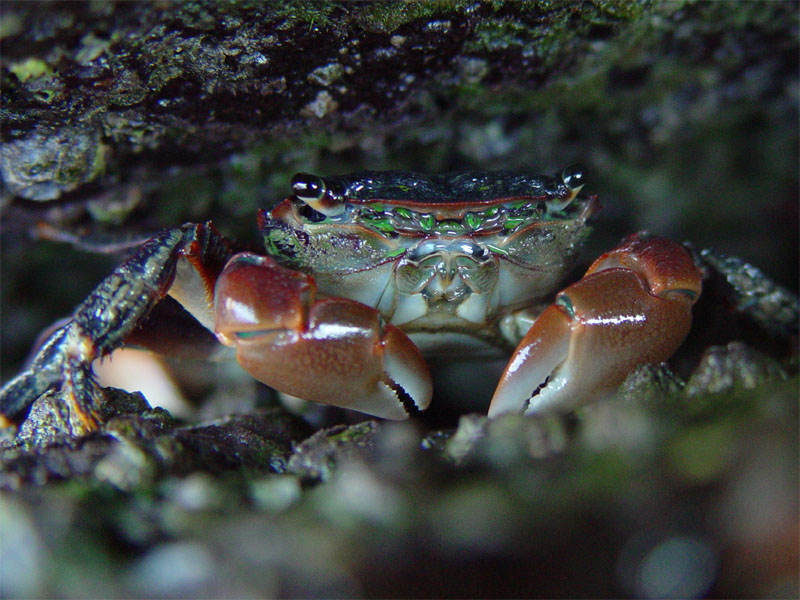
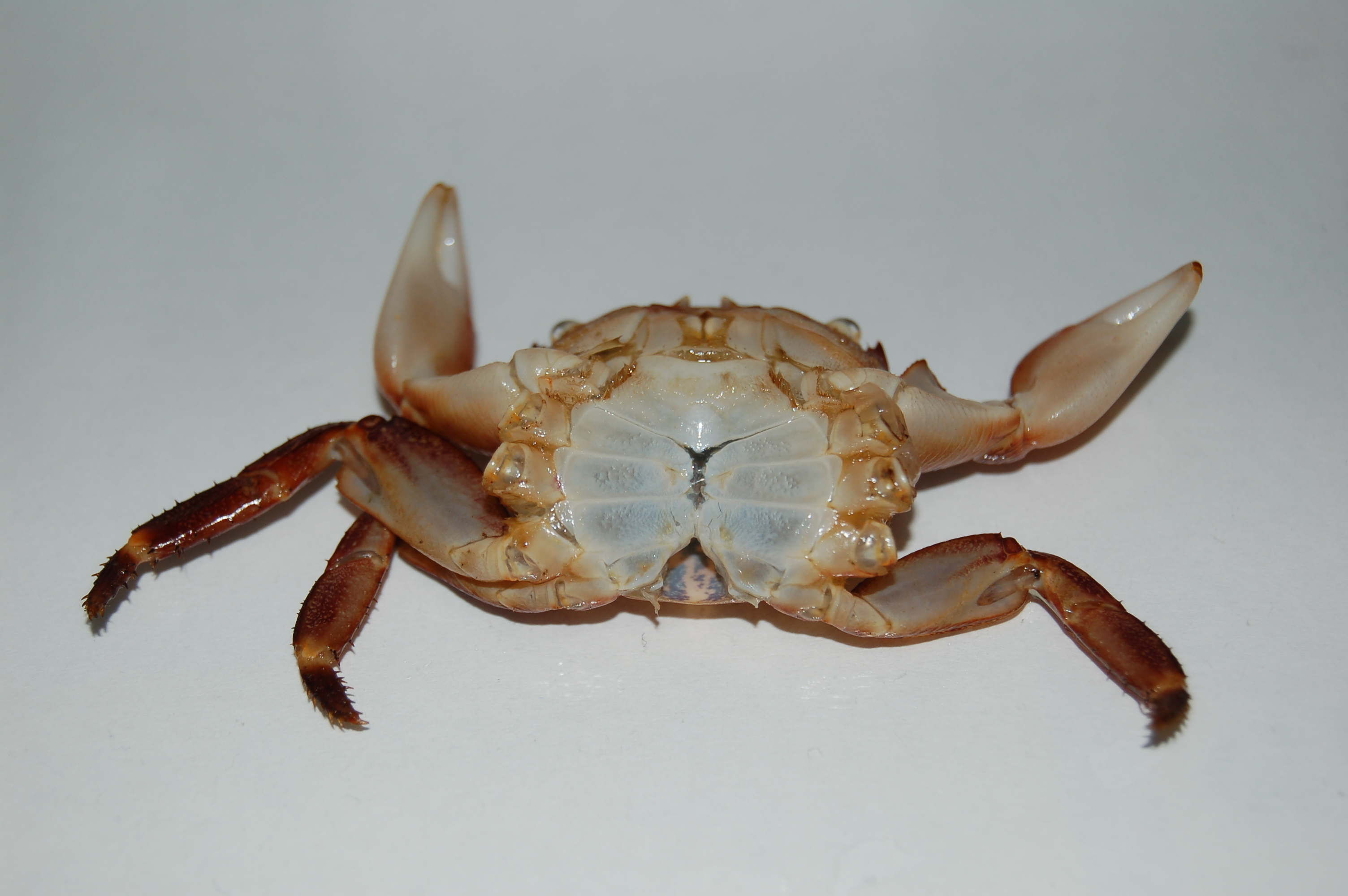